# Møllen (film fra 1908)
 Ikke at forveksle med Møllen (film fra 1943).
Møllen er en dansk stum dramafilm fra 1908 produceret af Nordisk Films Kompagni og instrueret af Viggo Larsen efter manuskript af Arnold Richard Nielsen.

## Handling
Denne artikel mangler et handlingsreferat. Hjælp os med at skrive det.

## Medvirkende
- Agnes Nørlund Seemann